# 降仙站
降仙站（：／ Kangsŏn yŏk */?）是朝鮮民主主義人民共和國南浦特别市千里马区域的一個鐵路車站，属于平南线和箴津里线。

## 历史
- 1923年7月1日，落成启用。

## 邻近车站
平南线
大平站 - 降仙站 - 江西站
箴津里线
降仙站 - 箴津里站